# William Dobson

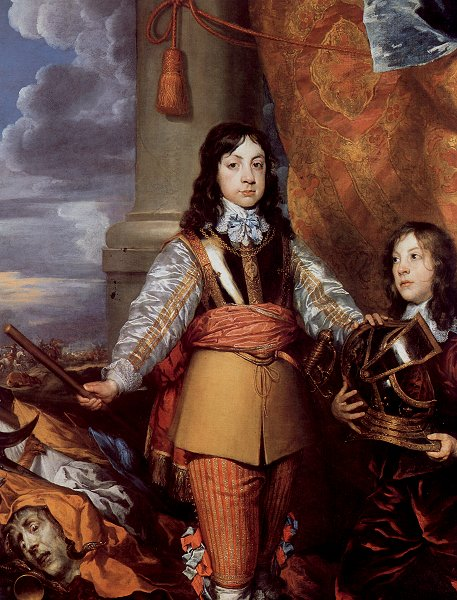
Obra de William Dobson

William Dobson, (Londres, 4 de março de 1611  - Londres, 28 de outubro de 1646) foi um retratista e um dos primeiros pintores notáveis ingleses, elogiado pelo seu contemporâneo John Aubrey como "o melhor pintor que a Inglaterra já criou".

## Biografia

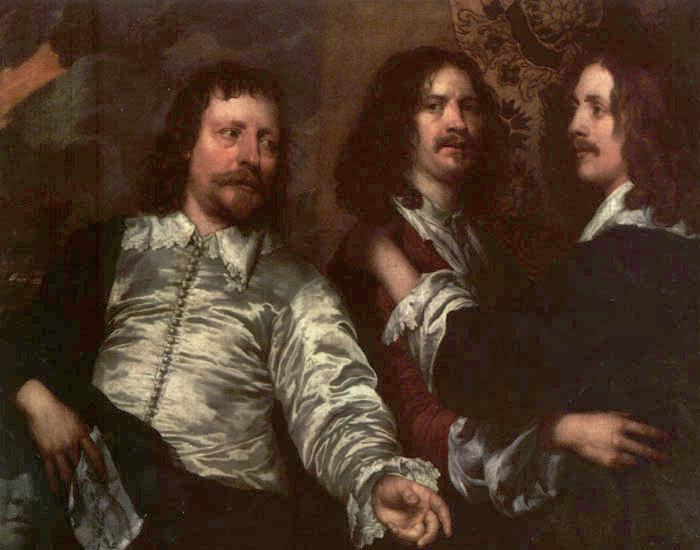
O Artista com Nicholas Lanier e Sir Charles Cotterell, circa 1645.

Dobson nasceu em Londres, e filho de um advogado também chamado William Dobson. Ele foi aprendiz de William Peake, e depois teria se juntado ao estúdio de Francis Cleyn. Há uma hipótese de que seu pai era um artista de decoração, mas isso é, quase certamente, incorreto, e seria uma leitura equivocada da única citação de Dobson pai, por John Aubrey. Acredita-se que Dobson tenha tido acesso à Royal Collection, e que tenha copiado obras de Ticiano e Antoon van Dyck, pintor da corte do Rei Charles I da Inglaterra. As cores e texturas do trabalho de Dobson sofreram influências da arte veneziana, mas o estilo de Antoon Van Dyck parece ter tido pequena influência na arte de Dobson. Uma teoria conta que o próprio Van Dyck descobriu Dobson, quando notou uma das pinturas do jovem artista em uma vitrine de Londres. Não há, no entanto, nenhuma evidência para apoiar esta história, que é provavelmente uma invenção romântica Vitoriana. Não sabemos também como ele foi apresentado ao rei, que fez Dobson pintar a si mesmo, seus filhos e membros da corte.
Pouco se sabe da carreira de Dobson na década de 1630, mas quando Van Dyck morreu, em 1641, surgiu a oportunidade do pintor inglês ganhar comissões do rei Charles. Ele teria se tornado, assim, pintor da corte do rei. Porém, essa hipótese vem de uma única fonte, antiga e ainda não verificada, e deve ser lida com cautela. Durante a Guerra Civil Inglesa, Dobson ficou no centro real de Oxford, e pintou muitos cavaleiros. Seu retrato do futuro rei Charles II, ainda Príncipe de Gales por volta dos doze anos, é uma notável composição barroca, talvez o seu melhor trabalho. Ele também pintou o rosto de Jaime II, e retratos de líderes reais como Charles Lucas e John Byron, o Ruperto do Reno e o Príncipe Maurice.

## Trabalhos

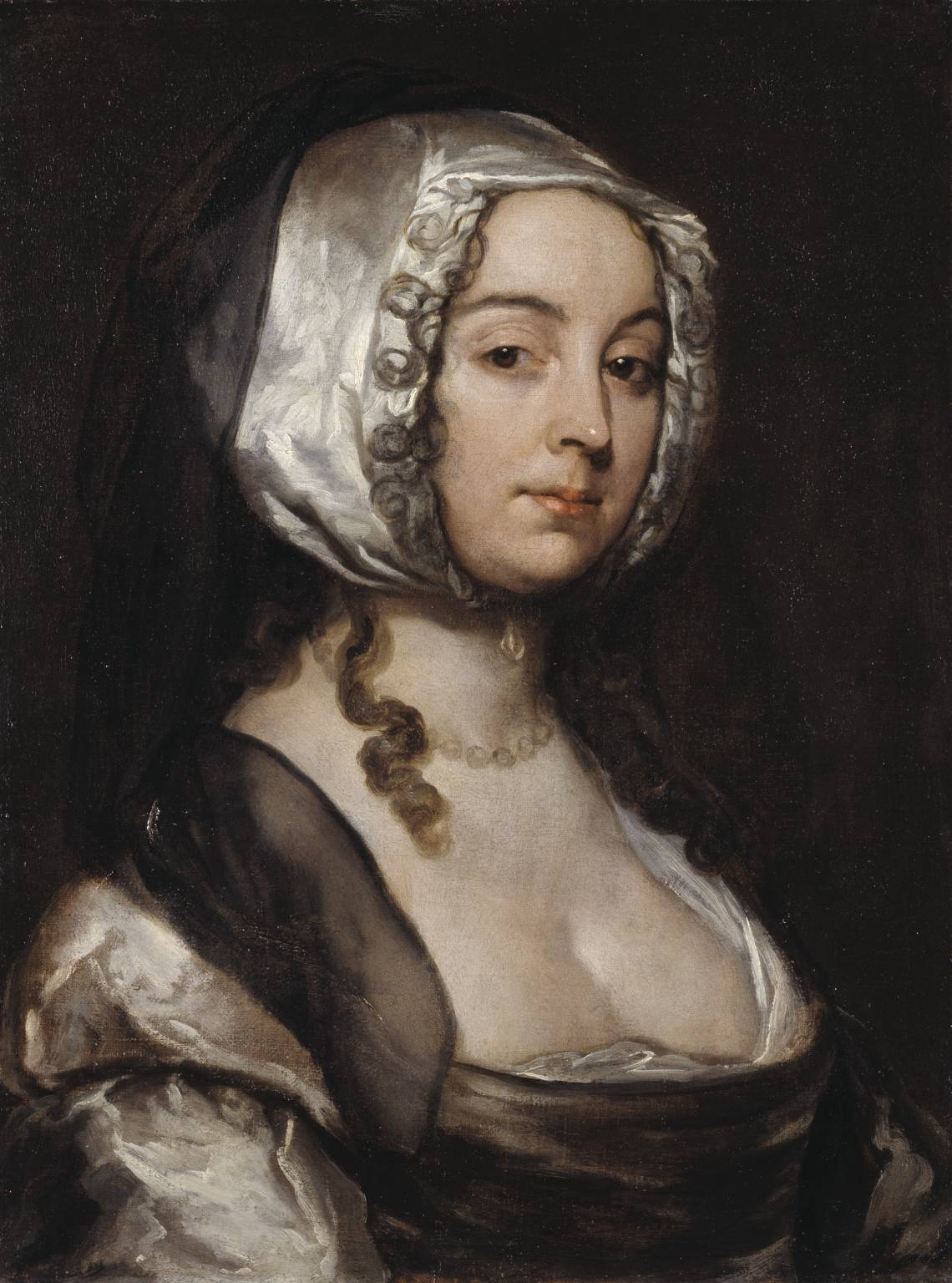
Retrato que se acredita ser da segunda esposa de Dobson, Judith

Cerca de sessenta das obras de Dobson sobrevivem, principalmente retratos datados de 1642 ou mais tarde.O impasto grosso de seus primeiros trabalhos deu lugar a uma tinta mais barata, talvez refletindo a escassez de materiais de guerra, já que em seus tempos aconteceu a Guerra Civil Inglesa. Dobson voltou a Londres em junho de 1646, após o Parlamento tomar . Agora, sem patrocínio, ele foi preso por um tempo devido a suas dívidas, e morreu aos trinta e seis anos, sem dinheiro, desempregado e bêbado.
Ellis Waterhouse descreveu Dobson como "o pintor mais distinto puramente britânico antes de Hogarth", e, na opinião de , ele era "o primeiro gênio nascido na Inglaterra, o primeiro verdadeiramente deslumbrante pintor inglês.
Há exemplos do trabalho de Dobson na National Gallery de Londres, na Galeria Nacional da Escócia, na Tate Britain, na National Portrait Gallery, no Museu Marítimo Nacional, na Queen's House, na Walker Art Gallery de Liverpool, na  Ferens Art Gallery em Hull, no Instituto Courtauld, na Dulwich Picture Gallery em Londres, em casas de campo inglesas e na Dunedin Public Art Gallery, na Nova Zelândia.
O aniversário de 2011 de seu nascimento foi marcado por exposições, listando suas pinturas em um site, e ainda contou com um perfil de televisão da BBC feito por por Januszczak, chamado The Lost Genius of British Art: William Dobson.

## Vida Pessoal
Ele se casou duas vezes, primeiro com Elizabeth, cujo sobrenome é desconhecido, assim como a data de seu casamento. Ela foi sepultada em St Martin-in-the-Fields em 26 de setembro de 1634. Em 18 de dezembro de 1637, Dobson casou-se com Judith Sander, que continuou viva após a morte dele.

## Galeria

Pinturas de William Dobson
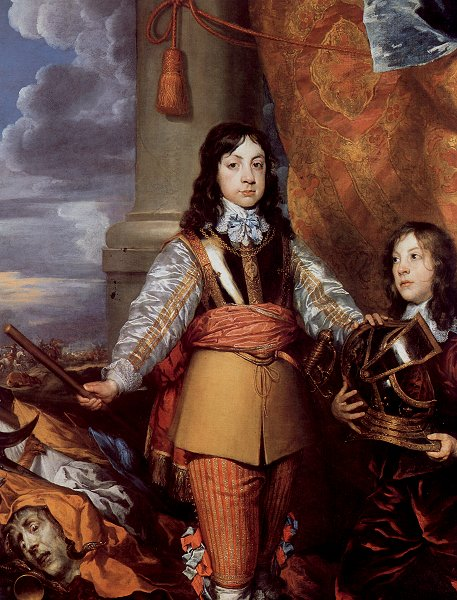
Charles II when Prince of Wales, circa 1642 or 1643.
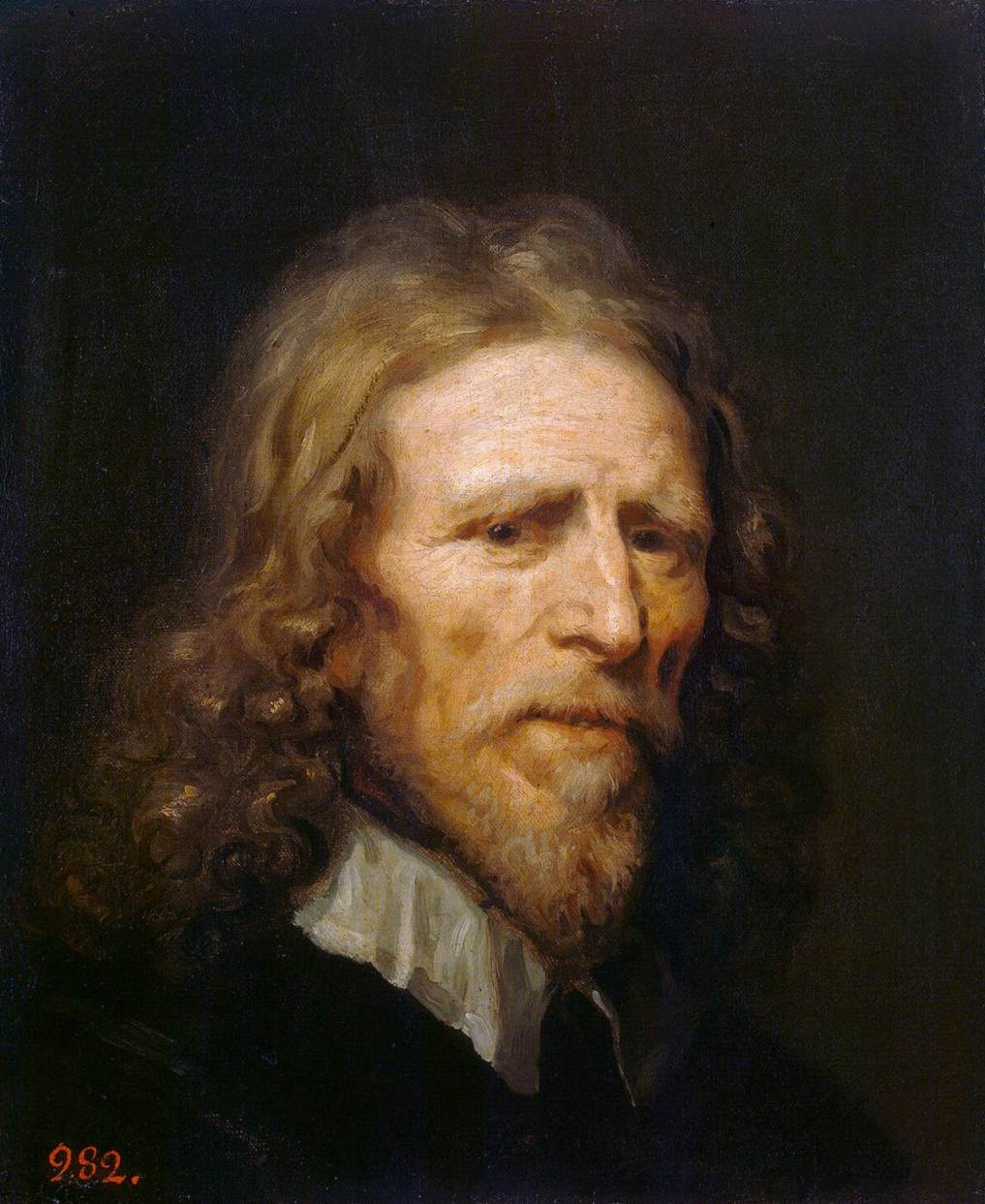
Abraham van der Doort
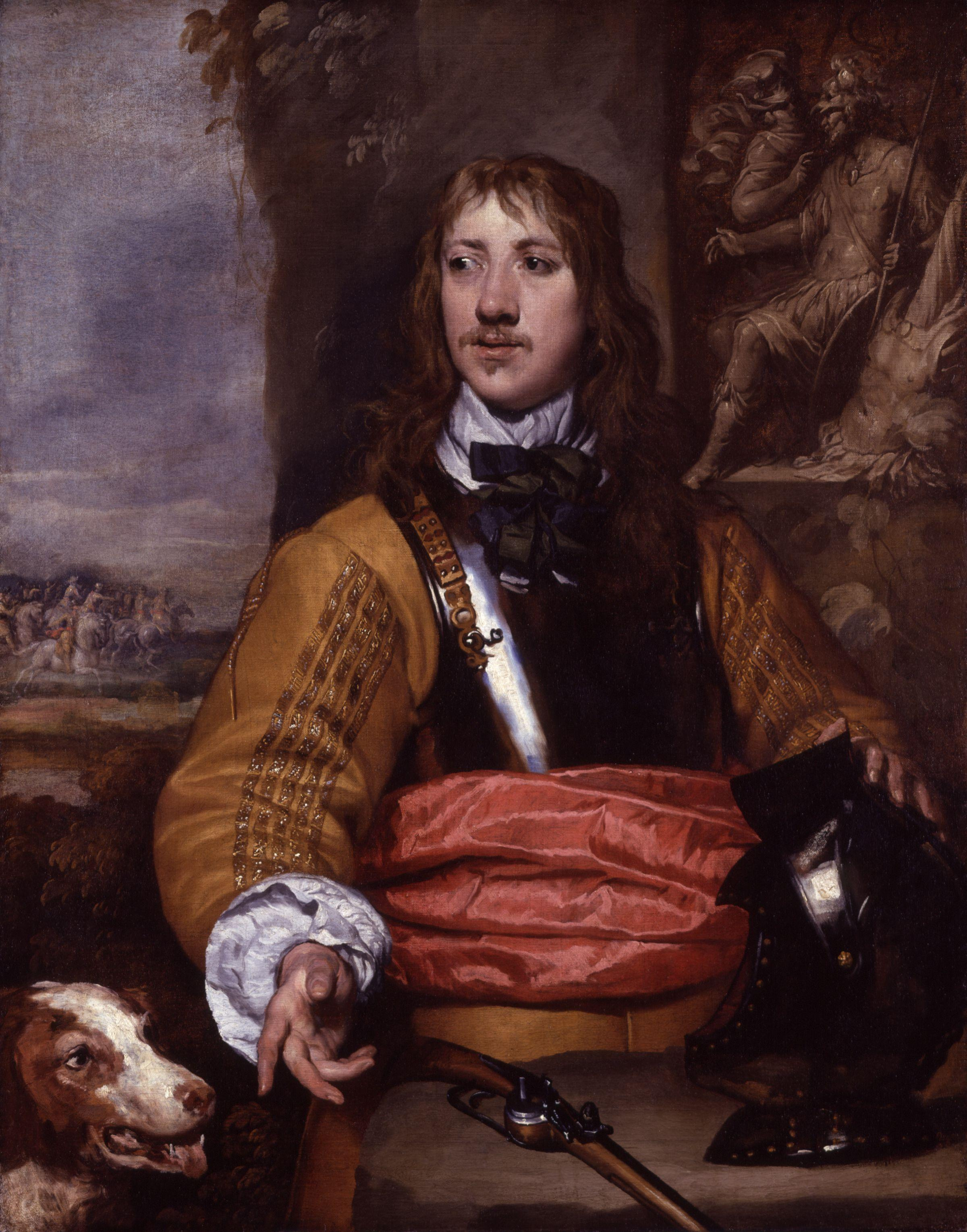
Richard Neville
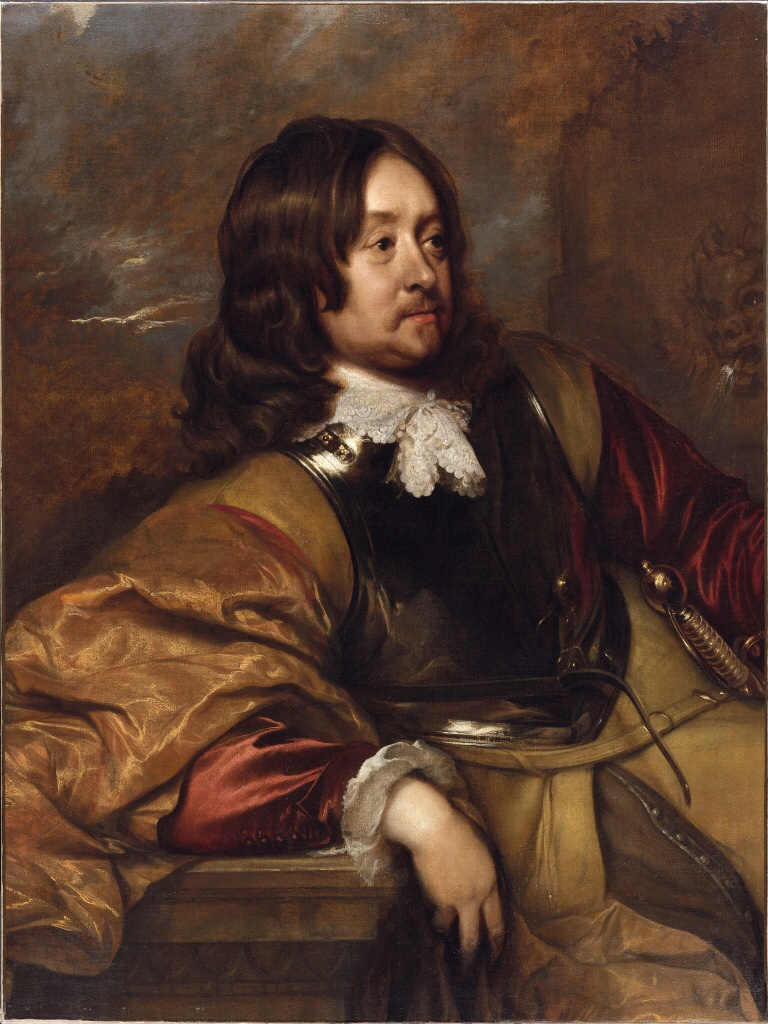
Edward Hyde Earl of Clarendon
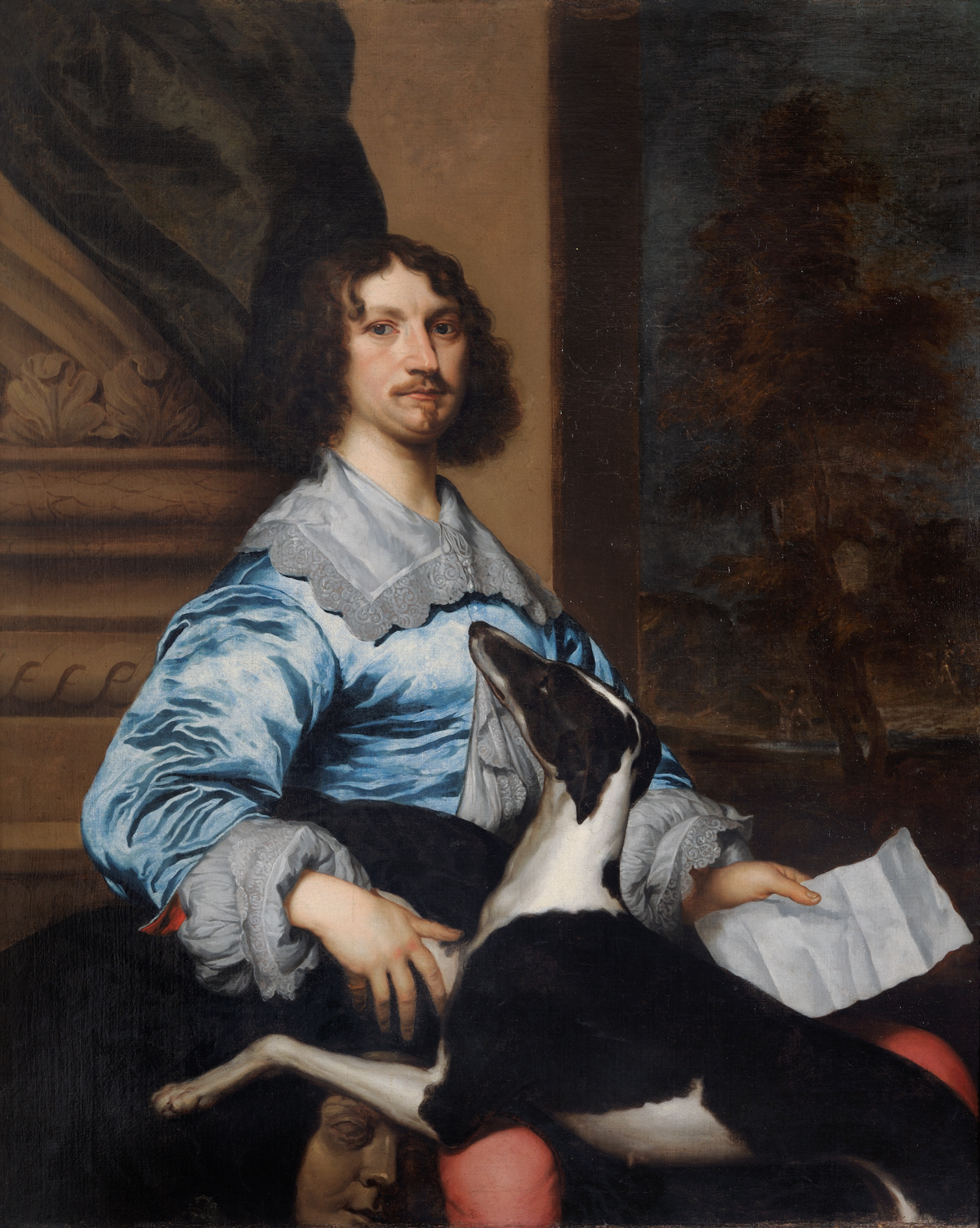
Sir Richard Fanshawe (1608–1666), 1st Baronet
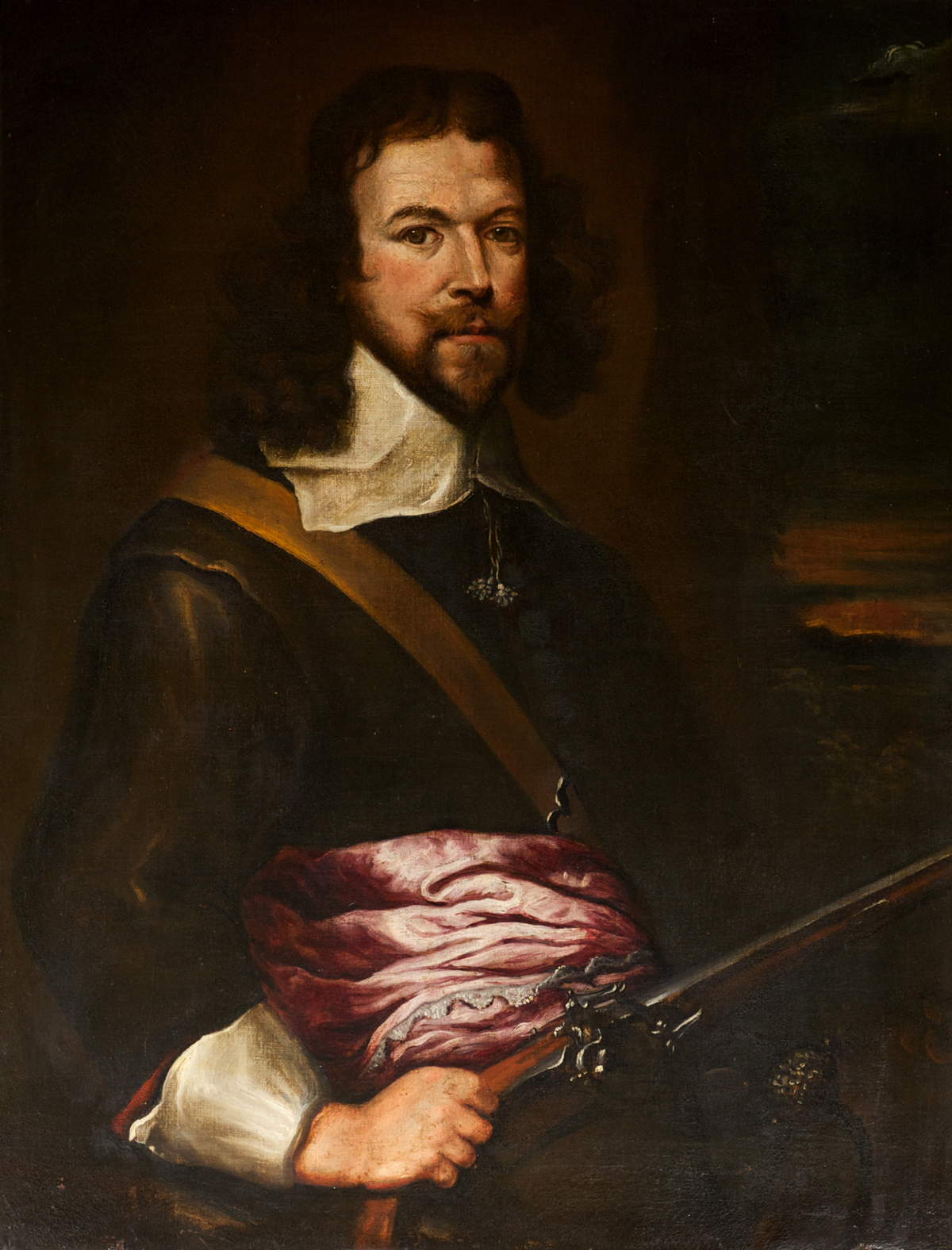
Sir Edward Dering (1598–1644), 1st Baronet
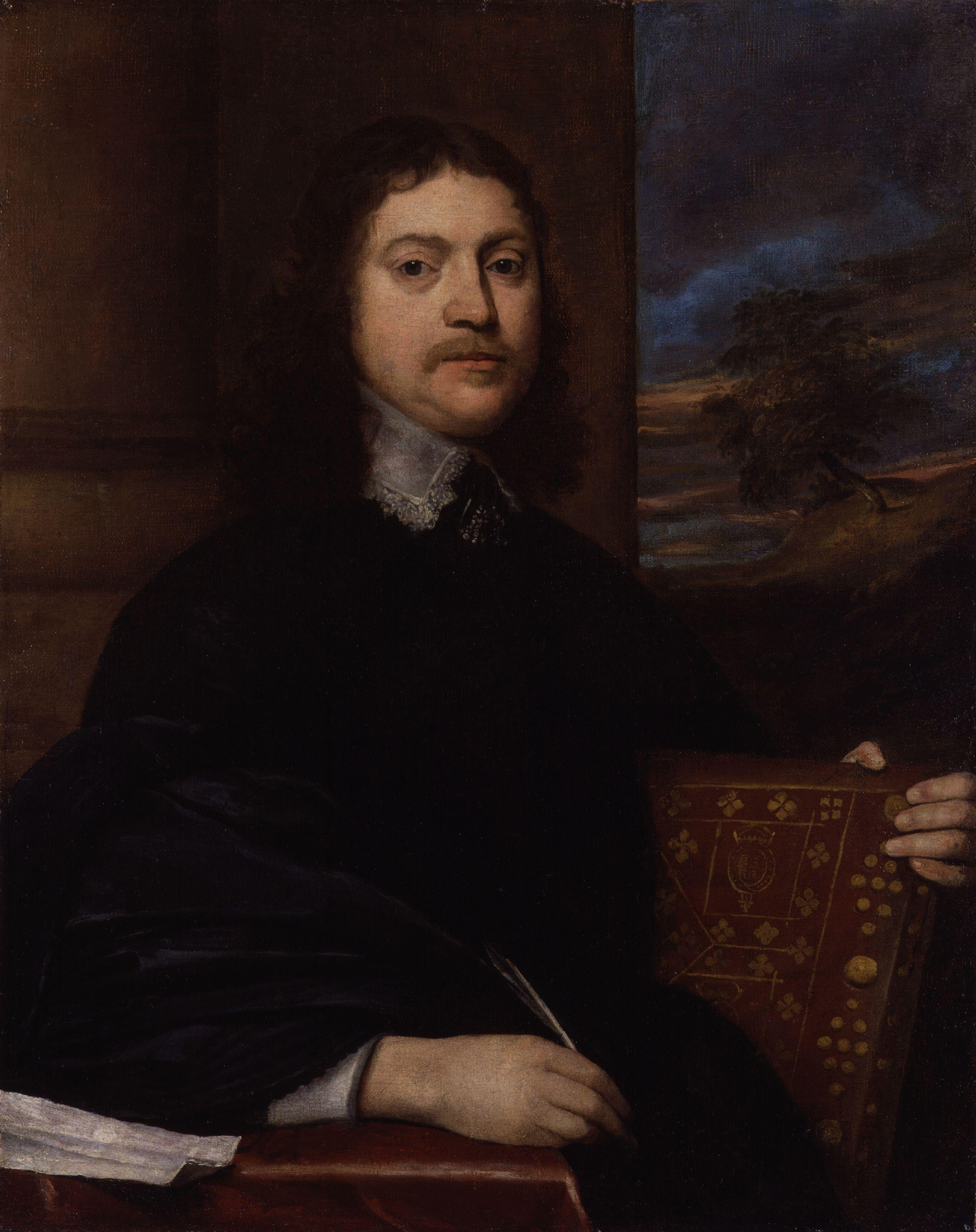
Nicholas Oudart
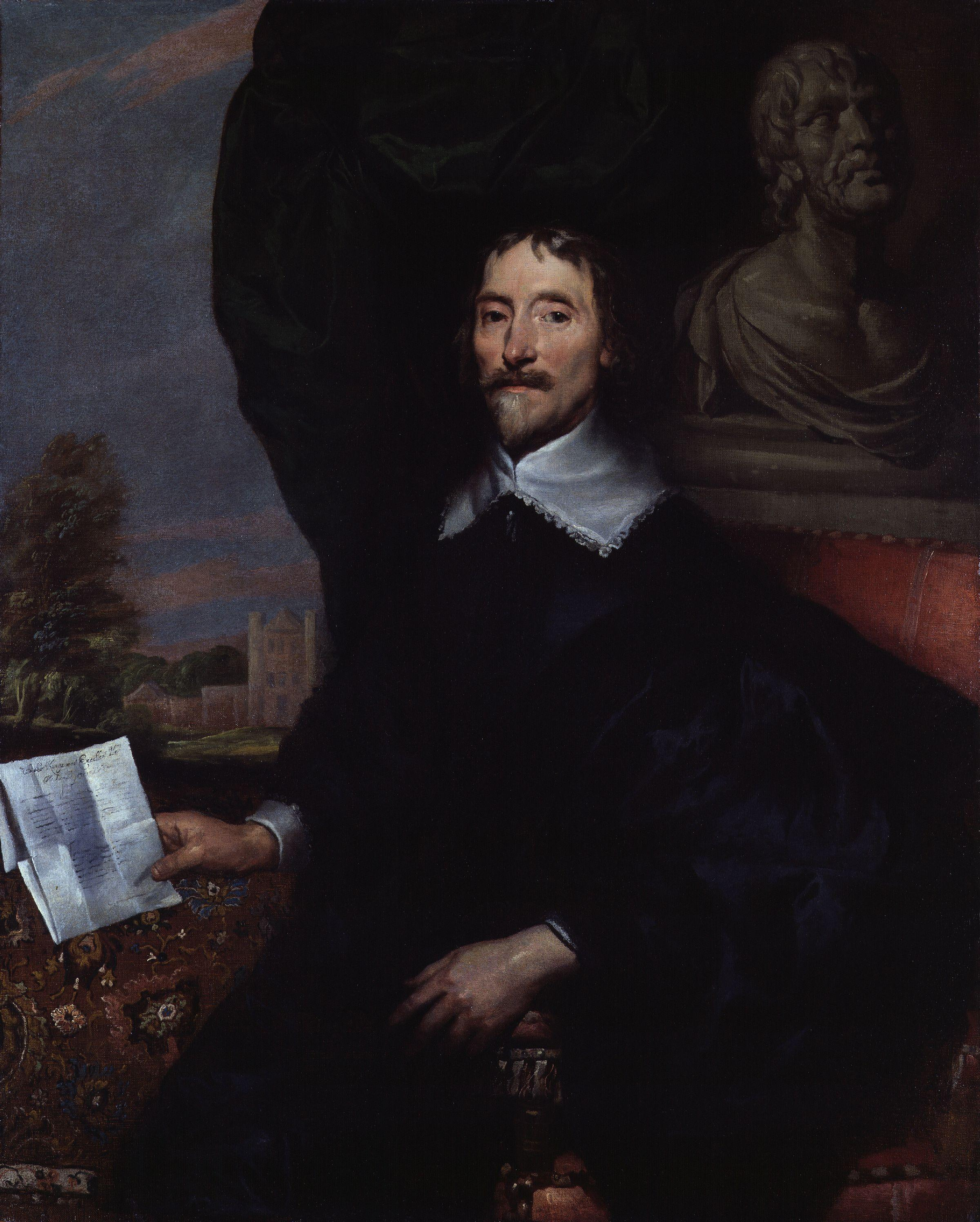
Sir Thomas Aylesbury

## Leituras posteriores
- John Aubrey, Brief Lives.
- Waldemar Januszczak, The first great British painter?, Tate, 17, Spring 1999, p. 62.
- R. F. Jones, William Dobson: The King's Painter, Tyger's Head Books, 2016
- Malcolm Rogers, William Dobson, 1611–46: The Royalists at War, National Portrait Gallery Exhibition Catalogue, 1983.